# Jan Cremers
Jan Cremers (ur. 3 maja 1952 w Limbrichcie) – holenderski polityk i socjolog, poseł do Parlamentu Europejskiego (2008–2009).

## Życiorys
W 1976 ukończył studia socjologiczne na Uniwersytecie w Tilburgu, został pracownikiem naukowym tej uczelni. Był sekretarzem generalnym Krajowej Organizacji Młodzieży Związkowej i urzędnikiem Ministerstwa do Spraw Socjalnych i Zatrudnienia. Działał w organizacjach związkowych, był dyrektorem generalnym przedsiębiorstwa.
Zaangażowany w działalność Partii Pracy, pełnił funkcję członka zarządu w Utrechcie. 30 kwietnia 2008 objął wakujący mandat deputowanego do Parlamentu Europejskiego. Zasiadał w grupie socjalistycznej, pracował m.in. w Komisji Zatrudnienia i Spraw Socjalnych. W PE zasiadał do 13 lipca 2009, bez powodzenia ubiegał się o reelekcję.